# رمان راه‌آهن زیرزمینی
رمان راه‌آهن زیرزمینی (انگلیسی: The Underground Railroad) رمان ششم نویسنده آمریکایی کلسن وایتهد است و برنده جایزه پولیتزر برای داستان ۲۰۱۷، جایزه کتاب ملی برای داستانی ۲۰۱۶ و جایزه آرتور کلارک و مدال اندرو کارنگی برای تعالی ۲۰۱۷ شده‌است.

## خلاصه داستان
داستان راه‌آهن زیرزمینی دربارهٔ زن جوان و برده‌ای به نام کورا است که به وسیله راه‌آهن خیالی از نظام برده‌داری در آمریکا فرار می‌کند. کورا از جورجیا، کارولینای جنوبی، کارولینای شمالی، تنسی و در نهایت به ایندیانا سفر می‌کند. کورا در هر مرحله از این مسیر خطرناک با یک افسانهٔ برده داری مواجه می‌شود که شاهد جنایات متعدد است. او تلاش می‌کند تا به امیدش برای زندگی بهتر ادامه دهد.

## جوایز
گاردین نوشت، این جایزه پولیتزر در دانشگاه کلمبیا به نویسندهٔ این اثر «کلسن وایتهد» داده شد. این رمان پیش از این موفق به کسب چندین جایزه از جمله جایزه کتاب ملی آمریکا شده بود.

## نظریات
به عقیدهٔ داوران جوایز «پولیتزر» «کلسن وایتهد» هوشمندانه واقع‌گرایی و تمثیل را درآمیخته و خشونت برده‌داری و حزن‌انگیزی فرار را در داستانی برای جامعه معاصر آمریکا نشان داده‌است.

## ترجمه فارسی
رمان راه آهن زیرزمینی در ایران اولین بار در سال 96 توسط انتشارات آزرمیدخت به چاپ رسیده و در سال 97 تجدید چاپ شده است. نشر ثالث نیز این رمان را با ترجمه امین حسینیون و رکسانا صنم یار منتشر کرده است. 